# Ponca Indijanci
Ponca (Puncaw).- Pleme prerijskih Indijanaca iz skupine Dhegiha, porodica Siouan, nastanjeno u prvoj polovici 19. stoljeća uz desnu obalu Missourija kod ušća Niobrare, a danas u Nebraski i Oklahomi. Grupu Dhegiha čine zajedno s plemenima Omaha, Kansa, Quapaw i Osage. 

## Ime
Značenje imena  'ponca'  nije poznato. Drugi nazivi za njih bili su Díhit, Li-hit'  ili  Ríhit, kod Pawnee Indijanaca; Kan'kaⁿ (Winnebago); i Tchiáxsokush (Caddo).

## Povijest
Imenom Dhegiha označavaju se plemena Osage, Ponca, Quapaw, Omaha i Kansa, koja su prema tradiciji živjela u stara vremena u dolini Ohaja, odakle su migrirali u pravcu rijeke Osage. U ovom kraju Ponce i Omahe separiraju od ostatka Dhegiha i odlaze na današnje područje jugozapadne Minnesote. Rat sa Siouxima tjera Ponce prema Black Hillsu, u Južnu Dakotu. Tu je izgleda ponovno došlo do ujedinjenja grupe koja tada kreće prema ušću Nibrare u Nebraski. Ponce ovdje i ostaju, dok su se ostale skupine razišle. U vrijeme dolaska ekspedicije Lewisa i Clarka (1804.) preostalo ih je tek 200, i tu ostaju negdje do 1877., kada odlaze na Indian Territory (danas Oklahoma), na rezervat Quapaw. 25% plemena ostalo je u starom kraju u Nebraski, a 25% stradalo je na svom nesretnom putu. Godine 1879. trećina plemena pomrla je od malarije, među kojima i sin poglavice Standing Beara (1829-1908). Ovaj u siječnju iste godine s malenom skupinom ratnika napušta Indian Territory i polazi u Nebrasku kako bi sahranio sina. Uhićeni su i zatvoreni u Fort Omahi. Novinar Thomas Henry Tibbles (1838-1928), borac za prava Indijanaca koji se kasnije (1882) ženi za Inshata-Theumba /poznata od bijelaca kao Susette ("Bright Eyes") LaFlesche/, uz pomoć dva pravnika John L. Webstera i A.J. Poppletona, izborio se da su Indijanci ljudi koje treba štititi zakon (nisu smatrani građanima SAD-a), na što je u travnju 1879. u njihovu korist donesao presudu sudac Elmer S. Dundy. Za vrijeme 19. predsjednika Rutherford B. Hayesa 1877-1881., zemlja duž Niobrare u Nebraski konačno je dodijeljena Ponca Indijancima.

## Etnografija
Ponce su pleme s prerijskim tipom kulture (lov na bizone i Sun Dance). Porijeklo je kod Ponca patrilinearno a položaj poglavice je nasljedan u okviru klana, ali u izbor dolaze samo sinovi pokojnog poglavice. Prema Morganu, patrilinearnost je kod njih novijeg datuma, pošto je još u njegovo doba, računanje po ženskoj liniji bilo prisutno kod 8 plemena s Missourija, među kojima i Missouri i Oto Indijancima, a također i među Mandanima. 
Ponce osjećaju, primjećuje Kaj Birket-Smith, mističnu povezanost s totemom, što je tipično i Australcima, iz čega su proizašle skupine koje održavaju kultove groma ili bizona, pa tako na primjer bizonska skupina i upravlja lovom na bizone.

## Poznati Ponca Indijanci
Među danas poznatim Ponca Indijancima su : Casey Camp-Horinek, američka glumica koja je u 6 filmova igrala ulogu Irene u Goodnight Irene (2005), Sky Woman u DreamKeeper (2003), Elsie Flood u Lakota Woman: Siege at Wounded Knee (1994), Pale Moon u Lakota Moon (1992), Geronimova majka u Geronimo (1993) i klanska majka Oneida u The Broken Chain (1993).

## Vanjske poveznice
- The Ponca Indians  Arhivirana inačica izvorne stranice od 13. studenoga 2006. (Wayback Machine)
- Ponca Indian Tribe History